# West Point (Mississippi)
West Point település az Amerikai Egyesült Államok Mississippi államában, Clay megyében, melynek megyeszékhelye is. Lakosainak száma 10 105 fő (2020. április 1.).

## Népesség
A település népességének változása:

| 2010 | 11 307 |
| 2020 | 10 105 |